# Big Eagle
Big Eagle (língua dacota: Waŋbdí Táŋka; Eagan, 1827 – Granite Falls, 5 de janeiro de 1906) foi o chefe dos povos Dacota de Mdewakanton em Minnesota. Ele desempenhou um papel importante como líder militar na Guerra Dacota de 1862. Big Eagle se rendeu logo após a Batalha de Wood Lake e foi condenado à morte e preso, mas foi perdoado pelo presidente Abraham Lincoln em 1864. A narrativa de Big Eagle, "A Sioux Story of the War" foi publicada pela primeira vez em 1894 e é um dos relatos em primeira pessoa mais citados da guerra de 1862 em Minnesota do ponto de vista de Dacota.
O chefe Big Eagle é apresentado em "Two Men, One War" e na "Batalha de Birch Coulee – Big Eagle" erguida pela Sociedade Histórica de Minnesota no Campo de Batalha de Birch Coulee; ele também é citado em muitos dos outros marcadores postados ao longo da trilha autoguiada.

## Vida antes da guerra
Big Eagle nasceu em 1827 na vila de Black Dog, perto de Mendota, na atual Eagan, em Minnesota. Ele era primo do meio-irmão do Pequeno Corvo, Aranha Branca.:186
Ele sucedeu seu pai, Máza Ȟóta (Grey Iron) como chefe de sua tribo em 1857, e adotou o nome de seu avô, Waŋbdí Táŋka (Big Eagle). Devido ao tamanho modesto de sua tribo, foi considerado um "subchefe", mas "pode ser denominado um dos generais Sioux, pois tinha uma tribo ou divisão própria".
Quando jovem, costumava participar de grupos de guerra contra os povos Ojíbuas e outros inimigos de Mdewakanton. As seis penas que ele usava em seu cocar simbolizavam os seis escalpos que ele havia tomado no caminho da guerra.
Em 1858, juntou-se aos fazendeiros de Mdewakanton na Redwood Agency, também conhecida como Lower Sioux Agency, mas tornou-se cada vez mais crítico do movimento agrícola nos anos que antecederam a Guerra de Dacota de 1862.:82

### Delegação do Tratado de Dacota de 1858
Big Eagle foi para Washington, DC em 1858 como parte da delegação do tratado de Mdewakanton e Wahpekute Dacota, liderada por Little Crow, quando ele era o guerreiro principal de Little Crow (akacita).:65 Outros líderes de Mdewakanton presentes incluíram os principais chefes Little Crow, Wabasha, Shakopee II, Wakute, Mankato, Traveling Hail e Black Dog; outros subchefes como Whale, Tomahawk e Iron Elk; e representantes do alojamento dos povos de Little Crow, incluindo o tio de Big Eagle, Medicine Bottle I, The Thief, e o único delegado de Wahpekute, Red Legs.:94

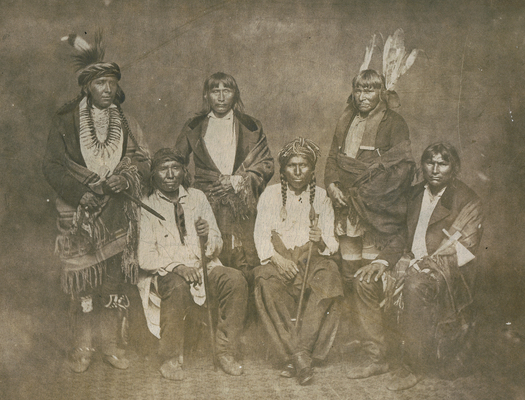
Big Eagle (à esquerda) foi para Washington, DC em 1858 como parte da Delegação do Tratado de Mdewakanton & Wahpkute Dacota

Durante as longas negociações, os líderes do Dacota foram pressionados a assinar um tratado cedendo metade de suas propriedades – as terras ao norte e leste do rio Minnesota – para os Estados Unidos, deixando os povos Dacota com o título de uma faixa de 10 por 150 milhas de terra. De acordo com Big Eagle:
"Em 1858, as dez milhas desta faixa pertencentes às tribos de Medawakanton e Wacouta e situadas ao norte do rio foram vendidas, principalmente por influência de Little Crow. Naquele ano, com alguns outros chefes, fui a Washington a negócios relacionados ao tratado. A venda daquela faixa ao norte de Minnesota causou grande insatisfação entre os Sioux, e Little Crow sempre foi culpado pela parte que assumiu na venda. Isso fez com que todos nós nos mudássemos para o lado sul do rio, onde havia muito pouca caça, e muitos de nosso povo, sob o tratado, foram induzidos a desistir da velha vida e ir trabalhar como homens brancos, o que era muito desagradável para muitos."
A delegação passou mais de três meses em Washington, DC, proporcionando ao Big Eagle e aos outros líderes de Dacota tempo para passear e observar a sociedade americana.:105

### Concurso para orador principal da tribo
Na primavera de 1862, Wambditanka (Big Eagle), Little Crow e Traveling Hail foram candidatos a orador principal da tribo Mdewakanton, que Traveling Hail venceu. De acordo com Big Eagle:
"Tinha festa de branco e festa de indígena. Tínhamos política entre nós e havia muito sentimento. Um novo orador principal para a tribo seria eleito. Havia três candidatos, Little Crow, eu e Wa-sui-hi-ya-ye-dan ('Traveling Hail'). Depois de uma disputa emocionante, o Traveling Hail foi eleito. Little Crow sentiu-se dolorido por sua derrota. Muitos de nossa tribo acreditavam que ele era o responsável pela venda da faixa de dezesseis quilômetros ao norte, e acho que foi por isso que ele foi derrotado. Eu não me importava muito com isso. Muitos brancos pensam que Little Crow era o principal chefe dos povos Dacotas nessa época, mas ele não era. Wabasha era o chefe principal e era do partido do homem branco. Eu também. Assim como o velho Shakopee, cuja tribo era muito grande. Muitos pensam que se o velho Shakopee tivesse sobrevivido não haveria guerra, pois ele era dos brancos e tinha grande influência. Mas ele morreu naquele verão e foi sucedido por seu filho, cujo nome verdadeiro era Ea-to-ka ('outro idioma'), mas quando se tornou chefe, adotou o nome de seu pai e depois foi chamado de 'Pequeno Shakopee', ou 'Pequeno Seis', pois na língua Sioux 'shakopee' significa seis. Este Shakopee era contra os homens brancos. Ele participou do surto, matando mulheres e crianças, mas nunca o vi em uma batalha (...)"
Sobre a eleição, o historiador Gary Clayton Anderson disse: "A escolha de um orador, ocorrendo em um momento de crescente agitação, serviu como um cata-vento; foi um teste de vontade entre os índios tradicionais e os bons.":119 Na época, Little Crow era considerado um tradicionalista e era preferido pelos jovens que desejavam continuar como caçadores, enquanto Traveling Hail era preferido pelos fazendeiros entre os Mdewakanton. O outro candidato preferido pelos fazendeiros era Big Eagle, "um líder relativamente novo de molde político moderado que cresceu na aldeia de Black Dog".:119

## Guerra Dacota de 1862

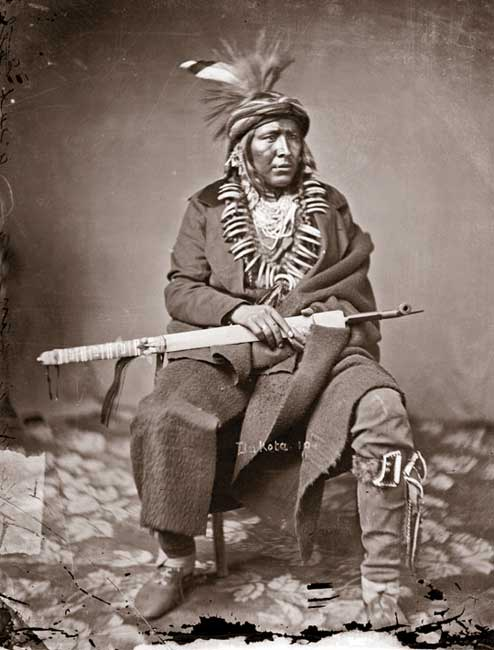
O chefe Big Eagle (1858)

Pouco antes da guerra, o tio de Big Eagle, Medicine Bottle, foi morto em um trágico acidente fora de sua casa. Medicine Bottle I foi descrito pelo Dr. Asa W. Daniels como "um indígena de muita habilidade, honesto, verdadeiro, [que] cumpriu fielmente os deveres da vida e sempre deu bons conselhos e exemplo digno para outros de seu povo". Após sua morte, o irmão de Big Eagle, Grizzly Bear, assumiu o nome de seu tio e ficou conhecido como Medicine Bottle II (Wakanozanan).
O chefe Big Eagle participou de todas as grandes batalhas durante a Guerra de Dacota de 1862, exceto na Batalha de Redwood Ferry, onde ele chegou após o término da luta.  Ele liderou sua tribo nas segundas batalhas de New Ulm e Fort Ridgely, bem como nas batalhas de Birch Coulee e Wood Lake.

### Ambivalência inicial
Em sua narrativa, Big Eagle explicou que inicialmente relutou em apoiar a guerra. Tendo viajado para Washington, DC como parte da delegação do tratado em 1858, ele estava ciente de que o governo dos EUA não poderia ser derrotado facilmente:
"Embora eu tenha participado da guerra, fui contra. Eu sabia que não havia um bom motivo para isso, e estive em Washington e conhecia o poder dos brancos e que eles finalmente nos conquistariam. Poderíamos ter sucesso por um tempo, mas seríamos dominados e derrotados no final. Eu disse tudo isso e muito mais coisas ao meu povo, mas muitas de minhas próprias tribos estavam contra mim, e alguns dos outros chefes colocaram palavras em suas bocas para me dizer. Quando o surto veio, Little Crow disse a alguns de minha tribo que se eu me recusasse a liderá-los, atirariam em mim como um traidor que não defenderia sua nação e então escolheriam outro líder em meu lugar."

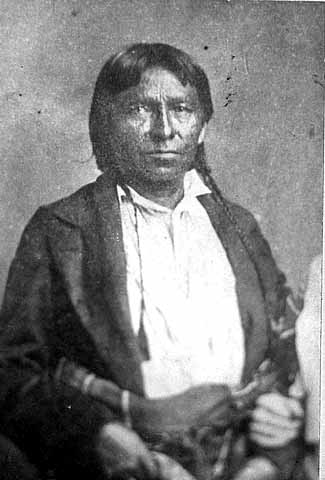
O chefe Wabasha (1858)

Mesmo depois que Little Crow concordou em liderar a guerra e ordenou o ataque à Redwood Agency em 18 de agosto de 1862, ele se recusou a participar da matança de colonos:
“Wabasha, Wacouta, eu e outros ainda falávamos pela paz, mas ninguém nos ouvia, e logo o grito era 'Matem os brancos e matem todos esses cabelos cortados que não se juntarão a nós.' Um conselho foi realizado e a guerra foi declarada (...) Eu não tinha uma tribo muito grande — não mais do que trinta ou quarenta guerreiros. A maioria deles não era a favor da guerra a princípio, mas quase todos finalmente entraram nela. Muitos membros dos outras tribos eram como meus homens; eles não tomaram parte nos primeiros movimentos, mas depois o fizeram. Na manhã seguinte, quando a força começou a atacar a agência, fui junto. Eu não liderava minha tribo e não participei da matança. Eu fui salvar a vida de dois amigos em particular, se pudesse. Acho que outros foram pelo mesmo motivo, pois quase todo indígena tinha um amigo que não queria matar; claro que ele não se importava com os amigos dos outros. A matança estava quase toda feita quando cheguei lá."

Após seu retorno, Big Eagle se comprometeu a liderar sua tribo na guerra:
"Quando voltei para minha aldeia naquele dia, descobri que muitos da minha tribo haviam mudado de ideia sobre a guerra e queriam entrar nela. Todas as outras aldeias eram da mesma maneira. Eu ainda acreditava que não era o melhor, mas pensei que deveria ir com minha tribo e minha nação, e disse aos meus homens que os levaria para a guerra, e todos nós agiríamos como o bravo Dacota e faríamos o melhor que pudemos. Todos os meus homens estavam comigo; nenhum tinha saído em ataques, mas não tínhamos armas para todos no começo."

### Vidas salvas na guerra
Em sua narrativa, Big Eagle afirmou que estava relutante em reivindicar os créditos por salvar as vidas dos colonos durante os massacres, porque depois da guerra, muitos guerreiros Dacota fizeram afirmações que não eram verdadeiras: "Tantos indígenas mentiram sobre terem salvado a vidas de pessoas brancas que não gosto de falar sobre o que fiz."

Um colono que ele mencionou pelo nome em sua narrativa, no entanto, foi George H. Spencer, um balconista da loja comercial de William Henry Forbes. A vida de Spencer foi poupada durante o massacre de 18 de agosto e ele se tornou um dos quatro prisioneiros levados cativos durante a guerra. Após a guerra, Spencer deu créditos a Wakinyatawa (His Own Thunder) por intervir para salvar sua vida, mas não se lembrava do papel que Big Eagle havia desempenhado:
"Mas salvei a vida de George H. Spencer na época do massacre. Eu sei que seu amigo, Chaska, sempre teve os créditos por isso, mas Spencer teria sido um homem morto, apesar de Chaska, se não fosse por mim. Perguntei a Spencer sobre isso uma vez, mas ele disse que estava ferido na hora e tão excitado que não conseguia se lembrar do que eu fiz. Depois disso, evitei que uma família mestiça fosse assassinada; estas são todas as pessoas cujas vidas eu afirmo ter salvado. Nunca estive presente quando os brancos foram intencionalmente assassinados. Eu vi todos os cadáveres na agência."
Em 1906, o obituário de Big Eagle no Minneapolis Journal afirmou que ele havia salvado a vida da família Alvin durante o cerco de New Ulm: "Um incidente ocorrido durante o cerco de New Ulm em 1862 mostra que ele era amigo dos brancos. Perto de New Ulm vivia uma família chamada Alvin. Alvin e um filho pequeno estavam no campo empilhando grãos quando Big Eagle veio avisá-los de que, se não fossem para New Ulm imediatamente, seriam mortos. Eles levaram apressadamente sua parelha de bois até a casa, carregaram a família e algumas peças de roupa e partiram para New Ulm. Os indígenas hostis tentaram alcançá-los e os perseguiram até a cidade."

### New Ulm e Fort Ridgely
Em relação à segunda batalha em New Ulm, Big Eagle tinha apenas um pequeno grupo de homens de sua tribo; ele contou que não havia nenhum comandante liderando o ataque:
"Eu não estava na primeira luta em New Ulm nem no primeiro ataque em Fort Ridgely (...) Eu estava na segunda luta em New Ulm e no segundo ataque em Fort Ridgely. Em New Ulm eu tinha apenas alguns membros da minha tribo comigo. Não perdemos nenhum deles. Tivemos poucos indígenas mortos, se é que houve algum; pelo menos eu não ouvi falar, mas alguns. Um mestiço chamado George Le Blanc, que estava conosco, foi morto. Não havia ninguém no comando dos indígenas em New Ulm. Alguns subchefes, como eu, e as tropas chefes os lideraram, e os líderes concordaram entre si o que deveria ser feito. Eu não acho que houve um chefe presente na primeira luta. Acho que aquele ataque foi feito por índios saqueadores de várias tribos, cada um por si, mas quando soubemos que eles estavam brigando, descemos para ajudá-los. Acho provável que o primeiro ataque a Fort Ridgely tenha sido feito da mesma maneira; de qualquer forma, não me lembro que havia um chefe lá."

Por outro lado, Big Eagle descreveu a segunda batalha em Fort Ridgely como um "grande caso", incluindo Little Crow e Good Thunder, que contaram 800 tropas na marcha para o ataque. De acordo com Big Eagle, os principais líderes na batalha incluíam The Thief, que era o chefe da tribo de Mankato, e o próprio Mankato, "um homem muito corajoso e um bom líder":
"Descemos decididos a tomar o forte, pois sabíamos que era da maior importância para nós tê-lo. Se pudéssemos pegá-lo, logo teríamos todo o vale de Minnesota. Mas falhamos e, claro, foi melhor falhar (...) Se não fosse pelo canhão, acho que teríamos tomado o forte. As tropas lutaram contra nós com tanta bravura que pensamos que havia mais deles do que realmente. O canhão nos perturbou muito, mas não feriu muitos. Não tivemos muitos índios mortos. Acho que os brancos colocaram o número muito grande e acho que superestimaram o número de mortos em todas as batalhas. Raramente carregávamos nossos mortos. Geralmente os enterrávamos em um local isolado no campo de batalha quando podíamos. Sempre tentamos levar os feridos. Quando nos retiramos de Ridgely, atravessei novamente o rio em frente ao forte e subi pelo lado sul. Todo o nosso exército, exceto os batedores, recuou rio acima para nossas aldeias perto da Agência Redwood, e depois para o Yellow Medicine e a foz do Chippewa."
George Quinn (Wakonkdayamanne) afirmou que antes da batalha, "Big Eagle e The Thief tentaram impedir o segundo ataque ao Fort Ridgely, dizendo que não adiantava atacá-lo, pois não poderia ser tomado sem uma perda muito grande."

### Batalha de Birch Coulee

#### Conselho de guerra

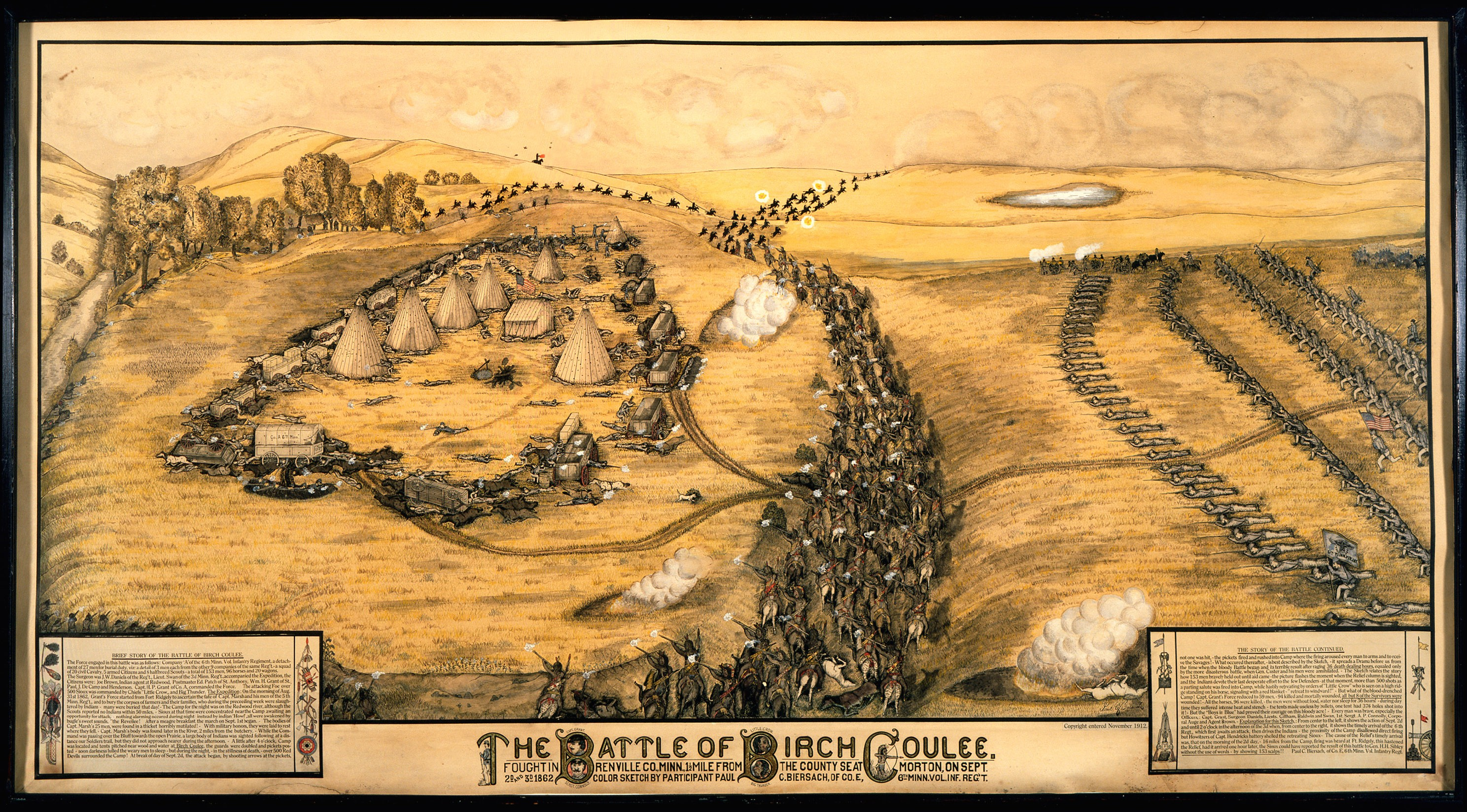
Litografia retrata a Batalha de Birch Coulee

Em um conselho de guerra realizado em 31 de agosto de 1862, os líderes do acampamento de Little Crow ficaram divididos sobre o curso a seguir. Depois de muito debate, decidiu-se dividir em dois grupos. Big Eagle decidiu se juntar a Gray Bird, Mankato e Red Legs na liderança de mais de 200 guerreiros, acompanhados por mulheres e carroças, ao sul ao longo do rio para coletar saques deixados para trás na aldeia de Little Crow e em New Ulm, que havia sido abandonada. Enquanto isso, Little Crow (Taoyateduta) e Walker Between Stones (Tukanmani) lideraram mais de 100 homens para o leste em Big Woods.:153–154

#### Plano de ataque e posições

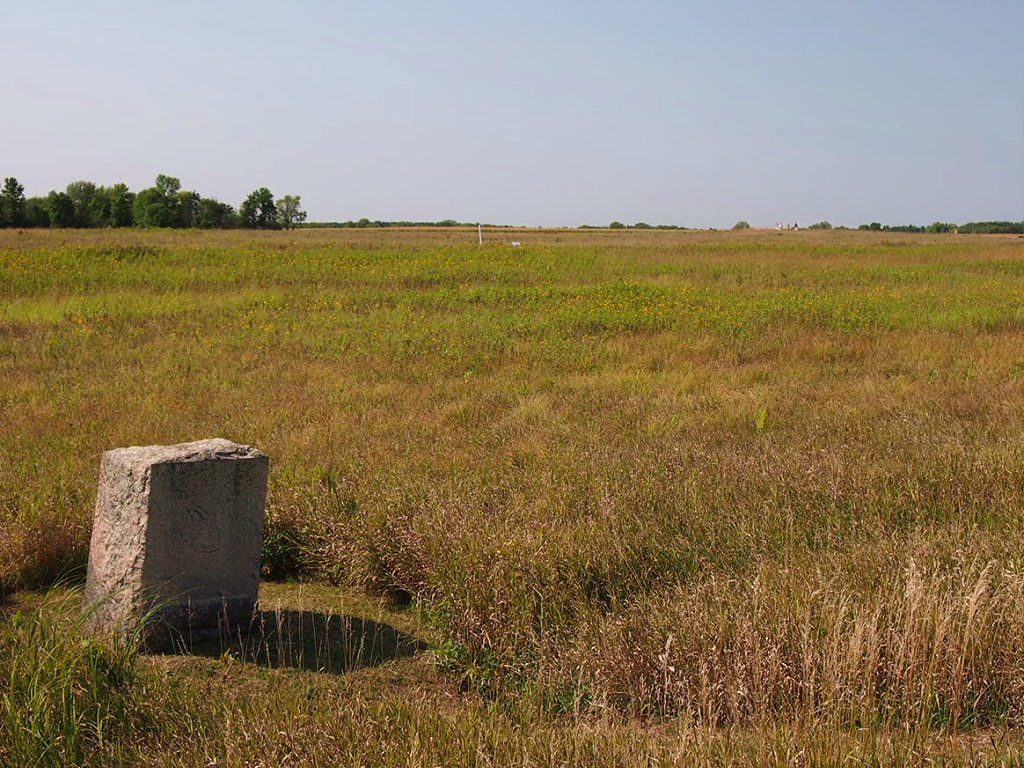
Campo de batalha de Birch Coulee

Ao chegar à aldeia de Little Crow na tarde de 1.º de setembro de 1862, os homens com antecedência "olharam para o norte através do vale, e para cima no penhasco alto no lado norte, e na pradaria a alguns quilômetros de distância, eles viram um coluna de homens montados e algumas carroças saindo da floresta de Beaver Creek na pradaria e indo para o leste." Quatro ou cinco de seus melhores batedores foram enviados para seguir os movimentos do destacamento do capitão Joseph Anderson, que fazia parte de uma expedição funerária enviada de Fort Ridgely; Big Eagle descreveu os batedores rastreando seus movimentos como "rastejando pela pradaria como tantas formigas". Os homens de Gray Bird estimaram que Anderson tinha 75 homens e previram que provavelmente montariam acampamento em algum lugar no Birch Coulee, perto da água. Após o pôr do sol, os batedores retornaram para confirmar a localização do acampamento. Gray Bird, Mankato, Big Eagle e Red Legs decidiram então atacar, sem saber que os homens montados haviam se juntado ao 6.º Regimento de Infantaria de Minnesota do Capitão Grant. De acordo com Big Eagle:
"Foi concluído cercar o acampamento naquela noite e atacá-lo à luz do dia. Tínhamos certeza de que poderíamos capturá-lo e que duzentos homens seriam suficientes para a empreitada. Então, sobre esse número foi selecionado. Havia quatro tribos —  a minha, Hushasha's (Red Legs), Gray Bird's e Mankato's. Eu tinha cerca de trinta homens. Quase todos os indígenas tinham espingardas de cano duplo, e nós as carregávamos com chumbo grosso e balas grandes chamadas de 'bolas de mercador'. Depois de escurecer, partimos, cruzamos o rio e o vale, subimos os penhascos e a pradaria, e logo vimos as tendas brancas e as carroças do acampamento. Não tivemos dificuldade em cercar o acampamento. Os piquetes estavam apenas um pouco longe dele. Conduzi meus homens pelo oeste através da grama e assumi uma posição a duzentos metros do acampamento, atrás de uma pequena colina ou elevação. Pernas Vermelhas levou seus homens para o lado leste do acampamento. Mankato (Blue Earth) tinha alguns de seus homens no coulee e alguns na pradaria. Gray Bird e seus homens estavam principalmente na pradaria."

#### Emboscada
Algum tempo depois das quatro horas da manhã de 2 de setembro de 1862, um dos guardas do acampamento atirou contra uma figura que rastejava pela grama. O povo Dacota começou sua emboscada imediatamente, matando pelo menos uma dúzia de homens, ferindo dezenas mais,:169 e matando a maioria de seus cavalos nos primeiros minutos. No entanto, as tropas do grupo funerário foram dormir com seus mosquetes carregados e muitos conseguiram responder ao fogo, agachando-se atrás dos cavalos caídos que usavam como barricadas e repelindo os guerreiros Dacota que se aproximaram das carroças. De acordo com Big Eagle:
"Logo de madrugada a luta começou. Continuou durante todo o dia e na noite seguinte até tarde da manhã seguinte. Ambos os lados lutaram bem. Devido à maneira de lutar dos homens brancos, eles perderam muitos homens. Devido à maneira de lutar dos indígenas, eles perderam poucos. Os homens brancos se levantaram e se expuseram a princípio, mas finalmente aprenderam a ficar quietos. Os indígenas sempre se cuidaram. Tivemos um tempo fácil. Podíamos rastejar pela grama e entrar no coulee e pegar água quando quiséssemos, e depois de algumas horas nossas mulheres atravessavam o rio e chegavam perto do penhasco e cozinhavam para nós, e podíamos voltar e comer e depois voltar para a luta. Não perdemos muitos homens. Na verdade, só vi dois índios mortos e nunca ouvi falar de mais nenhum."

#### Chegada de reforços

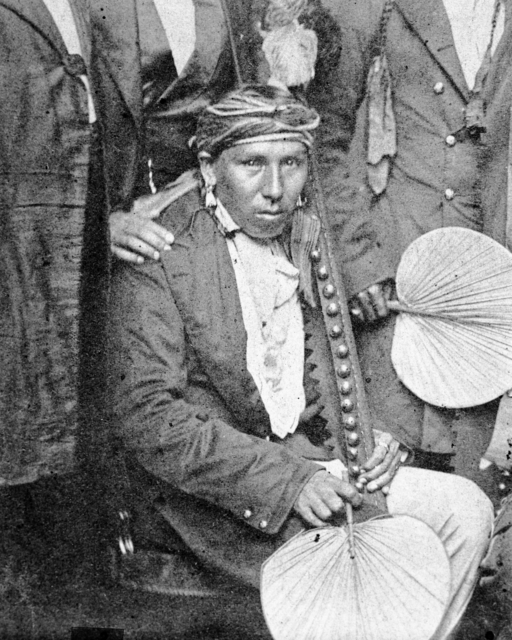
O chefe Mankato (1858)

Em vez de capturar o acampamento, as forças de Dacota se envolveram em um longo cerco. Big Eagle relembrou: "Por volta do meio da tarde, nossos homens ficaram muito insatisfeitos com a lentidão da luta e a teimosia dos brancos, e a ordem foi passada pelas linhas para se prepararem para atacar o acampamento. O bravo Mankato quis atacar após a primeira hora." No entanto, o coronel Henry Hastings Sibley enviou um grupo de socorro – 240 homens sob o comando do coronel Samuel McPhail com dois canhões de seis libras – fazendo com que as forças dos povos Dacota mudassem seus planos de atacar o acampamento. De acordo com Big Eagle:
"Quando estávamos prestes a atacar, veio a notícia de que um grande número de tropas montadas vinha do leste em direção a Fort Ridgely. Isso interrompeu a carga e criou alguma excitação. Mankato imediatamente pegou alguns homens do Coulie e saiu para encontrá-los. Ele me disse que não levou mais de cinquenta, mas os dispersou e todos gritaram e fizeram tanto barulho que os brancos devem ter pensado que eram muitos mais, e pararam na pradaria e começaram a lutar. Eles tinham um canhão e o usaram, mas não fez mal (...) Mankato agitou seus homens ao redor e todos os indígenas no Coulie fizeram barulho, e finalmente os brancos começaram a recuar, e eles recuaram cerca de duas milhas e começaram a cavar parapeitos. Mankato os seguiu e deixou cerca de trinta homens para vigiá-los, e voltou para a luta no Coulie com o resto. Os indígenas estavam rindo quando voltaram da maneira como haviam enganado os homens brancos, e todos nós ficamos contentes por os brancos não terem avançado e nos expulsado (...) Quando os homens desta força começaram a recuar, os brancos no acampamento gritaram e fizeram uma grande comoção, como se estivessem implorando para que voltassem e os aliviassem e pareciam muito aflitos por não terem feito isso."

A Batalha de Birch Coulee continuou até às 11 da manhã do dia 3 de setembro de 1862, quando o próprio Coronel Sibley chegou com "toda a força expedicionária" e artilharia. De acordo com Big Eagle:
"Na manhã seguinte, o general Sibley veio com uma força muito grande e nos expulsou do campo. Levamos nosso tempo para fugir (...) Não houve perseguição. Os brancos dispararam seus canhões contra nós quando estávamos saindo do campo, mas eles poderiam muito bem ter batido um grande tambor por todo o mal que causaram. Eles só fizeram um barulho. Atravessamos o rio de volta para nossos acampamentos nas antigas aldeias e depois subimos o rio até Yellow Medicine e a foz do Chippewa, onde Little Crow se juntou a nós."

### Arrependimento após se render na batalha
Big Eagle se rendeu em Camp Release em setembro de 1862 – uma decisão da qual se arrependeu. Como ele explicou mais tarde:
"Logo após a batalha eu, com muitos outros que haviam participado da guerra, nos rendemos ao General Sibley. Robinson [Robertson] e os outros mestiços nos garantiram que, se fizéssemos isso, seríamos mantidos como prisioneiros de guerra por pouco tempo, mas assim que me rendi, fui jogado na prisão. Depois fui julgado e cumpri três anos na prisão de Davenport e na penitenciária de Rock Island por participar da guerra. No meu julgamento, um grande número de prisioneiros brancos, mulheres e outros, foram convocados, mas nenhum deles pôde testemunhar que eu havia assassinado alguém ou feito algo para merecer a morte, ou então teria sido enforcado. Se eu soubesse que seria mandado para a penitenciária não teria me rendido (...) Não gostei da forma como fui tratado. Eu me rendi de boa fé, sabendo que muitos dos brancos me conheciam, e que eu não era um assassino, nem estava presente quando um assassinato foi cometido, e se eu tivesse matado ou ferido um homem, teria sido justo, luta aberta."

## Vida pós-guerra

### Prisão e indulto

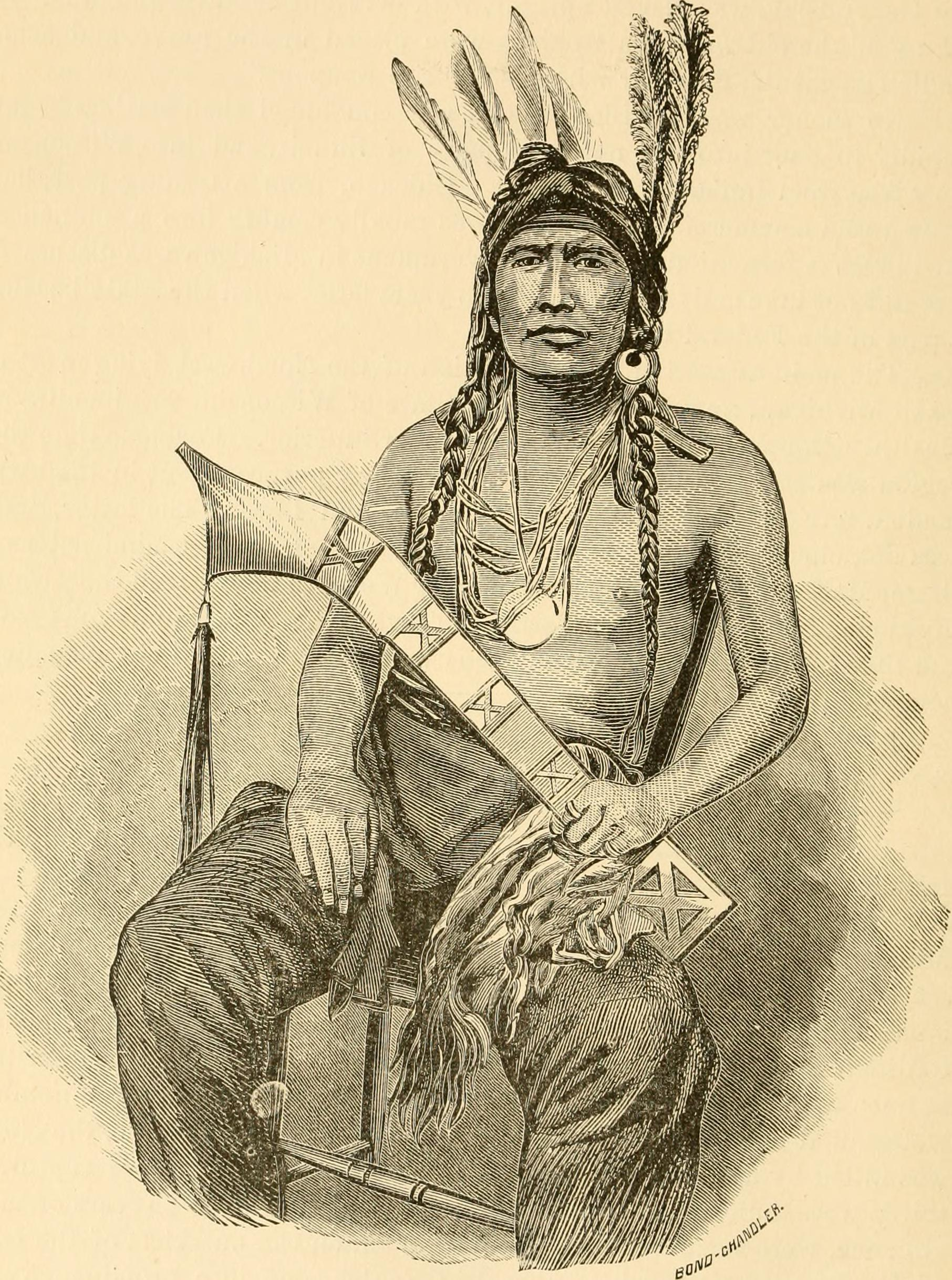
Interpretação artística de Big Eagle (1864)

Big Eagle foi julgado pela comissão militar e foi condenado à morte, mas recebeu uma prorrogação e foi enviado para o campo de prisioneiros em Davenport, Iowa.
O presidente Abraham Lincoln perdoou Big Eagle em novembro de 1864 e ele foi libertado em 3 de dezembro. O perdão de Wambditanka foi inicialmente aprovado pelo presidente Lincoln em 26 de outubro de 1864, quando ele se encontrou com George Dow. A ecadêmica studiosa jurídica Carolafirmouy escreve: "Lincoln escreveu, a lápis, no verso da carta de apresentação da Dow, 'Que o Indian Big Eagle, agora confinado em Davenport, Iowa, seja dispensado imediatamente.' Quando Dow apresentou esse perdão ao comandante do acampamento em Davenport, ele e a ordem foram tratados 'com muita grosseria e deprezo'."
O irmão de Big Eagle, Medicine Bottle II (Wakanozanzan), foi capturado com Little Six (Shakopee III) em Manitoba em 1864 e executado em 1865.

#### História contada por trás do retrato
O famoso retrato de Big Eagle foi tirado durante o verão de 1864, quando ele estava na prisão em Camp Kearney (o Native American Stockade em Camp McClellen, Davenport). WW Hathaway, então o comissário assistente, persuadiu Big Eagle, o Dacota de mais alto escalão na prisão, a posar para uma fotografia em um estúdio que havia aberto nas proximidades.
"Tudo correu bem até que nos aproximamos do local, quando o Big Eagle começou a tirar suas roupas elegantes", disse Hathaway. "Perguntamos a ele qual era o problema e ele disse que não posaria a menos que pagássemos quinze dólares."

### Vida após a prisão
Depois de sair da prisão, Big Eagle se juntou a sua tribo na Reserva Crow Creek e mudou-se para a Reserva Santee em 1866. Viver em uma reserva sujeita ao controle de um agente indiano não combinava com ele.
Ele deixou Santee na primavera de 1869 e se estabeleceu com sua família perto de Birch Coulee. Posteriormente, ficou conhecido como Jerome Big Eagle e foi batizado como "Elijah".
Em junho de 1894, durante uma visita a Flandreau, em Dacota do Sul, Big Eagle foi entrevistado pelo historiador e jornalista Return Ira Holcombe com a ajuda de dois intérpretes, Nancy Huggan e seu genro, o reverendo John Eastman. A narrativa resultante foi publicada na St. Paul Pioneer Press em 1.º de julho de 1894 e posteriormente reimpressa pela Minnesota Historical Society. Foi o primeiro relato extenso da Guerra de Dacota de 1862 contado do ponto de vista de Dacota.

Em sua narrativa, Big Eagle, de 67 anos, disse que havia ficado em paz com sua situação após a guerra:
"Todo sentimento de minha parte sobre isso já passou há muito tempo. Há anos sou cristão e espero morrer como cristão. Meus vizinhos e amigos brancos conhecem meu caráter de cidadão e homem. Estou em paz com todos, brancos e indígenas. Estou ficando velho, mas ainda consigo trabalhar. Sou pobre, mas consigo me dar bem."
Big Eagle passou seus últimos anos morando em Granite Falls, Minnesota, onde morreu após dois dias de mal-estar em 5 de janeiro de 1906.

## Narrativa de Big Eagle em "A Sioux Story of the War"

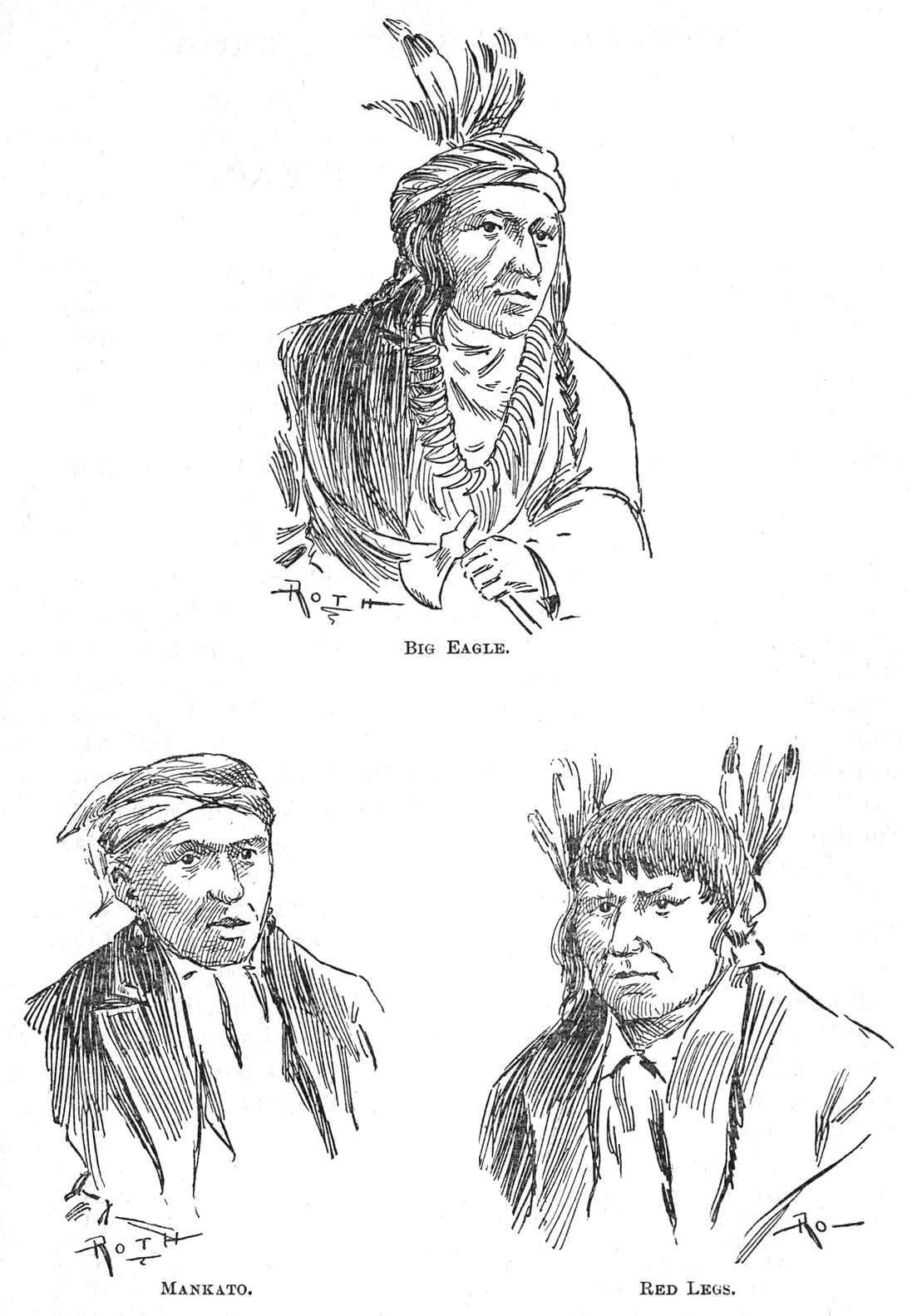
Esboços de Big Eagle, Mankato e Red Legs publicados ao lado da narrativa de Big Eagle em 1894

Em junho de 1894, Big Eagle foi entrevistado pelo historiador e jornalista Return Ira Holcombe por meio de dois intérpretes. A narrativa intitulada, "A Sioux Story of the War: Chief Big Eagle's Story of the Sioux Outbreak of 1862", apareceu pela primeira vez na St. Paul Pioneer Press em 1º de julho de 1894 e foi reimpressa em Collections of the Minnesota Historical Society mais tarde naquele ano.

Em sua introdução, Holcombe explicou os termos em que Big Eagle concedeu a entrevista:
O Sr. Big Eagle foi informado pela primeira vez de que suas declarações eram necessárias apenas para que um conhecimento correto dos movimentos militares dos índios durante a guerra pudesse ser aprendido. Foi sugerido a ele que nenhum dano poderia vir a ele ou a qualquer um de seu povo; que nem a bandeira da guerra nem a "camisa ensanguentada" tremulavam mais em Minnesota; que era bem sabido que ele era um personagem proeminente na guerra, mas que ele era agora e tinha sido por muitos anos um cidadão cristão tranquilo e trabalhador, respeitado por todos que o conheciam, e ele tinha certeza de que seria corretamente denunciado. Ele prontamente consentiu em contar sua história e deu total permissão para usar seu nome.

Holcombe ficou satisfeito com o fato de Big Eagle ter sido honesto em suas declarações:
O homem velho era muito franco e sem reservas. Ele não parecia querer evitar ou fugir de uma resposta a uma única pergunta. Ele é de inteligência mais do que comum e falou com franqueza, deliberada e impassivelmente, e com o ar e a maneira de quem se esforça para dizer “toda a verdade e nada além da verdade”. Ele provou ser uma mina de informações, e sua história contém muitos itens da história nunca antes publicados.

### Significado histórico da narrativa
A narrativa de Big Eagle foi o primeiro relato abrangente da guerra a ser publicado do ponto de vista de um líder Dacota que lutou ao lado de Little Crow. Nas palavras do historiador Kenneth Carley, "Além de ser 'primeira' e 'exclusiva', a entrevista teve importância pelo fato de Big Eagle ser um líder Sioux que participava de conselhos onde as decisões eram tomadas."
O próprio Return I. Holcombe era excepcionalmente bem qualificado para conduzir a entrevista de Big Eagle. Um veterano do Exército da União na Guerra Civil Americana que também era um leitor ávido do Veterano Confederado , Holcombe trabalhou por um ano na Sociedade Histórica de Minnesota, onde "organizou e examinou a grande coleção de cartas e outros papéis recebidos do General Sibley, que havia morrido dois anos antes."
Um dos primeiros críticos da narrativa de Big Eagle foi Samuel J. Brown, filho de Joseph R. Brown, que escreveu uma carta a Holcombe em 6 de fevereiro de 1896, expressando ceticismo sobre a versão dos eventos de Big Eagle. No entanto, Holcombe, que também publicou "The Great Sioux Outbreak of 1862", foi considerado "o primeiro historiador a escrever objetivamente sobre esta guerra". Em relação a Holcombe, o historiador William E. Lass escreve: "Seu trabalho exibiu precisão factual, avaliação crítica de fontes –  incluindo relatos de testemunhas oculares – e um estilo desapaixonado, livre de linguagem inflamatória."
Sobre o significado contínuo da narrativa de Big Eagle da Guerra Dacota de 1862, o historiador Kenneth Carley escreveu em 1962: "Independentemente da estimativa de Brown, ou de quaisquer imperfeições que a narrativa possa ter, ele tem sido amplamente utilizada – e necessariamente continuará a ser usado – por escritores interessados em contar o lado indígena, bem como o lado branco do surto. Simplesmente não há outra grande referência indígena que se compare a ele."